# Ustavni zakon o pravima nacionalnih manjina
Ustavni zakon o pravima nacionalnih manjina je ustavni zakon koji definira prava koja uživaju pripadnici tradicionalnih nacionalnih manjina nabrojenih u Ustavu Republike Hrvatske. Važeći zakon stupio je na snagu 23. prosinca 2002. godine. Uz ustav i ustavni zakon o pravima nacionalnih manjina, prava manjinskih zajednica u Hrvatskoj definirana su i Zakonom o uporabi jezika i pisma nacionalnih manjina kao i Zakonom o obrazovanju na jeziku i pismu nacionalnih manjina. U odnosu na ustavni zakon o pravima nacionalnih manjina, ova dva zakona nemaju status organskih zakona. Uz ove zakone i određeni broj drugih zakona definira pravo pripadnika nacionalnih manjina na zastupljenost u predstavničkim i izvršnim tijelima na državnoj i lokalnoj razini.